# Olesia Zabara
Olesia Zabara (Rusia, 6 de octubre de 1982), también llamada Olesia Bufalova, es una atleta rusa especializada en la prueba de triple salto, en la que consiguió ser subcampeona europea en pista cubierta en 2011.

## Carrera deportiva
En el Campeonato Europeo de Atletismo en Pista Cubierta de 2007 ganó la medalla de plata en el triple salto, con un salto de 14.50 metros que fue su mejor marca personal, tras la española Carlota Castrejana y por delante de la francesa Teresa Nzola Meso Ba.
En el Campeonato Europeo de Atletismo en Pista Cubierta de 2011 volvió a ganar la medalla de plata en el triple salto, con un salto de 14.45 metros, tras la italiana Simona La Mantia (oro con 14.60 metros) y por delante de la eslovaca Dana Veldáková (bronce con 14.39 metros).